# Acroperla christinae
Acroperla christinae är en bäcksländeart som beskrevs av Mclellan 1998. Acroperla christinae ingår i släktet Acroperla och familjen Gripopterygidae. Inga underarter finns listade i Catalogue of Life.